# Felix Helbling
Felix Helbling (* 11. April 1802 in Rapperswil; † 13. Januar 1873 ebenda) war ein Schweizer römisch-katholischer Geistlicher und Politiker. Er engagierte sich in der politischen Landschaft der Schweiz und hatte Einfluss auf verschiedene politische Entwicklungen seiner Zeit.

## Leben

### Familie
Felix Helbling war der Sohn von Johann Baptist Helbling, einem Kupferschmied, und dessen Ehefrau Maria Barbara (geb. Helbling).
Er blieb zeit seines Lebens unverheiratet.

### Werdegang
Helbling besuchte die Lateinschule in Rapperswil und setzte seine schulische Ausbildung am Gymnasium in Solothurn (siehe Kantonsschule Solothurn) sowie am Lyzeum in Luzern (siehe Kantonsschule Alpenquai Luzern) fort.
Zwischen 1822 und 1825 studierte er Theologie in Solothurn, Aarau und am Priesterseminar St. Georgen in St. Gallen. Im Jahr 1825 erhielt er die Priesterweihe.
1826 übernahm er die Funktion des Pfarrvikars in Rieden, war von 1826 bis 1832 als Lehrer an der Lateinschule in Rapperswil tätig und fungierte dort bis 1833 auch als Sekretär. Er war eine der treibenden Kräfte des reformatorischen Priesterkapitels in Uznach. Im Juni 1832 wurde er gezwungen, von seiner Lehrtätigkeit zurückzutreten, und war ab 1833 vermutlich nicht mehr priesterlich tätig.
Von 1835 bis 1841 wirkte er als Schulinspektor des katholischen Kantonsteils und war anschliessend Ratschreiber in der Staatskanzlei, bis er 1849, als Nachfolger von Peter Steiger (1804–1868), der Mitglied der Regierung wurde, zum Staatsschreiber ernannt wurde. Ihm folgte 1851 Johann Jakob Zingg (1810–1879) als Staatsschreiber.
Von 1859 bis 1873 bekleidete er das Amt des Ratschreibers im Ortsverwaltungsrat von Rapperswil.

### Politisches und gesellschaftliches Wirken
Helbling war ein liberaler Geistlicher, dessen Werdegang stark von führenden Persönlichkeiten der liberalen Bewegung wie Ignaz Paul Vital Troxler und Heinrich Zschokke geprägt wurde.
Seine politische Karriere umfasste von 1830 bis 1831 die Mitgliedschaft im Verfassungsrat, in den er, gemeinsam mit Felix Diogg (1795–1842) aus Rapperswil, als Verfechter der Religionsfreiheit entsandt worden war; gemeinsam mit Josef Anton Henne hatte er die Bildung des Verfassungsrats durchgesetzt. Er war 1831 massgeblich an der Gestaltung der Verfassung des Kantons St. Gallen beteiligt.
Er war, als Nachfolger des zurückgetretenen Dominik Gmür (1787–1835), von 1833 bis zu seinem Rücktritt 1835 im St. Galler Regierungsrat und stand dort dem Domänendepartement vor, was ihn zum ersten Priester in einer Kantonsregierung der Schweiz machte; ihm folgte Franz Josef Benedikt Bernold als Regierungsrat. Zudem war er von 1833 bis 1839 und erneut von 1845 bis zu seinem Rücktritt 1861 Mitglied des St. Galler Grossrats, wobei er 1848, 1850 und 1855 das Präsidium innehatte. Vom 1. Juli 1850 bis zum 1. Juni 1851 war er Ständerat (zugehörig zur Linken) und von 1851, als Nachfolger des befreundeten Johann Baptist Weder, bis zum 1. Juli 1859 erneut Regierungsrat und Direktor des Departementes für Inneres; in dieser Zeit wurde er 1851, 1853 und 1855 zum Landammann gewählt. 1853 beantragte er im Regierungsrat, dass ein Regierungsrat nicht zugleich Eisenbahnverwaltungsrat sein dürfe; dem Antrag wurde stattgegeben.
Während seiner Zeit im Grossen Rat war er 1833 Mitglied einer Kommission, die sich mit der aufsehenerregenden Predigt von Alois Fuchs befasste, in deren Folge dieser suspendiert wurde. Im selben Jahr übernahm er vom zurückgetretenen Franz Josef Benedikt Bernold das Sekretariat des Grossen Rats. 1848 wurde er Mitglied der Petitionskommission des Grossen Rats.
Er war 1845 Mitglied eines Komitees, dem unter anderem auch der Regierungsrat Basil Ferdinand Curti angehörte, das sich um die notleidende Bevölkerung des Kantons Luzern (siehe Freischarenzüge) kümmerte und Sammlungen durchführte.
1850 war er Präsident des Schulrats der katholischen Schulen des Kantons. Eine Wahl in den Erziehungsrat lehnte er 1864 ab.
Sein Wirken war Teil der breiteren Transformation der Schweiz nach den liberalen Bewegungen der Jahre nach 1830.
Als liberaler Priester und führender radikaler Politiker war er eng befreundet mit Alois und Christophor Fuchs (1795–1846), Josef Anton Sebastian Federer (1794–1868) sowie Johann Baptist Weder.

### Schriftstellerisches Wirken
Helbling war während seiner Lehrtätigkeit an der Lateinschule in Rapperswil auch gleichzeitig als Korrespondent in der 1828 von Johannes Meyer gegründeten Appenzeller Zeitung tätig.
Er beleuchtete in seiner Schrift Rapperswil im 19. Jahrhundert die wirtschaftliche und soziale Geschichte der Stadt. Zudem verfasste er 1871 die Monografie Das Rathhaus der Stadt Rapperswil, die Einblicke in die historische und architektonische Bedeutung des Rapperswiler Rathauses bietet.

## Mitgliedschaften
Helbling war 1833 Mitglied der Helvetischen Gesellschaft in Schinznach.
Im Jahr 1840 wurde er in die Mitgliederliste der St. Gallisch-Appenzellischen Gemeinnützigen Gesellschaft aufgenommen. 1854 wählte man ihn zum Präsidenten, um Johann Matthias Hungerbühler nachzufolgen.
1857 erfolgte seine Wahl zum Präsidenten der Museumsgesellschaft Rapperswil.

## Schriften (Auswahl)
- Aeltester Hofrodel von Jona, c. 1400. In: Mitteilungen zur vaterländischen Geschichte. Band 12, 2. Heft. St. Gallen 1870, S. 187–194. Herausgegeben vom Historischen Verein in St. Gallen (Digitalisat).
- Das Rathhaus der Stadt Rapperswil. Rapperswil 1871 (Digitalisat).